# ليام روزينيور
ليام روزينيور (بالإنجليزية: Liam Rose)‏ (7 أبريل 1997 في أستراليا - ) هو لاعب كرة قدم أسترالي في مركز الوسط. شارك مع منتخب أستراليا تحت 17 سنة لكرة القدم ومنتخب أستراليا تحت 20 سنة لكرة القدم. أما مع النوادي، فقد لعب مع سنترال كوست مارينرز وFFA Centre of Excellence ‏.

## وصلات خارجية
- ليام روزينيور على موقع قاعدة بيانات كرة القدم.إي يو (الإنجليزية)
- ليام روزينيور على موقع Soccerway.com (الإنجليزية)
- ليام روزينيور على موقع عالم كرة القدم.نت (الإنجليزية)